# Staten Island
Staten Island is een van de vijf boroughs van New York. Het is een eiland aan de westzijde van The Narrows bij de ingang van de havens van New York. Het is als Richmond County een van de 62 county's van New York en het is tevens het meest zuidelijk gelegen county van de staat.
Het stadsdistrict ontstond bij de unificatie van de stad New York in 1898. Tot 1975 was de officiële naam Richmond, dit is nog steeds de naam van de county die hetzelfde grondoppervlak beslaat als Staten Island.
Het is het minst bevolkte district van New York, en tevens het verst gelegen van het centrum. In het verleden waren hier boerderijen, sommige waren zelfs in de jaren 60 van de twintigste eeuw nog actief. Sinds de opening van de Verrazano-Narrows-brug groeit de bevolking in het stadsdistrict gestaag. Het district wordt voor fietsers en voetgangers met Manhattan verbonden met de Staten Island Ferry.
In de zestiende eeuw was het eiland een deel van een groter gebied, genaamd Lenapehoking en werd bewoond door de Lenape-indianen, een Algonquinsprekende stam. De indianen die aan de zuidkant van het eiland woonden werden de Raritans genoemd. De Lenape-indianen noemden het eiland: "Aquehonga Manacknong" en "Eghquaons". Het eiland was bedekt met voetpaden, waarvan een de zuidkant volgde vlak naast de hedendaagse Richmond Road en Amboy Road. De Lenape-indianen leefden niet op vaste plaatsen, maar verplaatsten zich per seizoen en deden aan de zogenaamde slash and burn-landbouw. Hierbij brandden ze delen van het bos plat wat vruchtbare grond opleverde. Hun dieet bestond voornamelijk uit schelpdieren, waaronder oesters.
Het hoogste punt van Staten Island en tevens van de hele stad New York is Todt Hill, met 125 meter.

## Staaten Eylandt
De eerste Europeaan die het eiland zag was de Italiaanse ontdekkingsreiziger Giovanni da Verrazzano die er in 1524 langs kwam in zijn schip. In 1609 kwam Henry Hudson, die in dienst was van de VOC-Kamer Amsterdam, op het eiland en stichtte er een Nederlandse handelspost. Hij noemde het eiland Staaten Eylandt, naar de Staten-Generaal, het Nederlandse parlement.
De eerste bewoning in de kolonie Nieuw-Nederland was echter op het eiland Manhattan rond 1620. Peter Minuit en de Zutphense edelman Evert van der Capellen kochten het eiland voor vishaakjes en kralen ter waarde van 60 gulden. Minuit stimuleerde de indianen hun kostbare huiden te ruilen voor dergelijke sieraden. Staaten Eylandt bleef nog vele jaren ongekoloniseerd. Investeerder Evert van der Capellen verkreeg er de Hoge Heerlijkheidsrechten, alsof het eiland een deel van het feodale landschap in de Oude Wereld was. Tussen 1639 en 1655 deden de Nederlanders drie pogingen om er een permanente vestiging te bouwen, maar deze werden vernietigd tijdens conflicten met de plaatselijke indianen. Willem Kieft legde in 1641 de Mahicanen een schatting op en zond soldaten naar Staten Eiland om de Raritans te straffen voor vergrijpen, die niet door hen, maar door blanke kolonisten waren gepleegd. Toen de Raritans zich verzetten werden vier van hen gedood. Daarop doodden de Raritans vier Hollanders. Vervolgens gaf Kieft bevel 's nachts twee indiaanse dorpen te overvallen. Hollandse soldaten doorstaken slapende mannen, vrouwen en kinderen met hun bajonetten, verminkten de lijken en brandden de dorpen plat.
In 1661 werd de eerste succesvolle poging gedaan en Oude Dorp werd gesticht door een kleine groep Nederlanders, Walen en hugenoten. Het bevond zich vlak bij het huidige South Beach. Het dorp werd later verlaten en vlakbij ook een ander dorp gesticht, dat de naam Nieuwe Dorp kreeg (nu New Dorp), waar later de schatrijke familie Vanderbilt woonde.
In 1817 kreeg Staten Island een veerverbinding met de rest van de stad. In 1860 werd de Staten Island Railway geopend. Op 30 juli 1871 brak op de veerboot Westfield brand uit, waarbij 125 passagiers het leven lieten. In 1898 werd Staten Island geannexeerd door de stad New York. Tijdens het referendum stemde 73% van de bevolking voor de annexatie.
In 1948 werd de vuilnisbelt Fresh Kills Landfill geopend op Staten Island en ontwikkelde zich tot de grootste vuilnisbelt ter wereld. In 2001 werd de vuilnisbelt gesloten, en werd het gebied ingericht als een park.
| Stadsdeel                         | County           | Geschat inw. 1 juli 2017 | Opp. in km² |
| --------------------------------- | ---------------- | ------------------------ | ----------- |
| Manhattan                         | New York         | 1.664.727                | 59          |
| The Bronx                         | Bronx            | 1.471.160                | 109         |
| Brooklyn                          | Kings            | 2.648.771                | 183         |
| Queens                            | Queens           | 2.358.582                | 281         |
| Staten Island                     | Richmond         | 479.458                  | 151         |
| New York totaal                   | New York totaal  | 8.622.698                | 784         |
| New York (staat)                  | New York (staat) | 19.849.399               | 122.284     |
| Bron: United States Census Bureau |                  |                          |             |

### Afscheiding van New York
Staten Island is een borough van de stad New York, maar de politieke macht is beperkt. In de gemeenteraad van New York heeft Staten Island de beschikking over 3 van de 51 zetels. De borough is onderverdeeld in drie community boards, maar hebben alleen een adviserende rol. De inwoners van Staten Island voelen zich vaak genegeerd, en de borough heeft de bijnaam The Forgotten Borough (de vergeten borough).
In 1993 werd een referendum over afscheiding gehouden. De gemeenteraad en burgemeester van New York waren tegen het referendum, omdat volgens de grondwet van de staat New York eerst door de gemeenteraad toestemming moest worden verleend. 65% van de inwoners stemden voor afscheiding, maar de staat New York weigerde het referendum in behandeling te nemen zonder goedkeuring van de gemeenteraad. De twee belangrijkste eisen van Staten Island waren de sluiting van Fresh Kills Landfill en een gratis veerdienst naar Manhattan, en werden ingewilligd.

## Richmond County
Richmond County is een county in de Amerikaanse staat New York die samenvalt met Staten Island. De county heeft een landoppervlakte van 151 km² en telt 443.728 inwoners (volkstelling 2000).
Toen in 1667 de kolonie bij de Vrede van Breda werd overgedragen aan de Engelsen, ging Staten Island deel uitmaken van de Engelse kolonie New York. In 1670 gaven de indianen al hun rechten op Staten Island aan de Engelsen. De eerste nederzetting was Oude Dorp (Old Town), maar was verlaten na de Perzikoorlog. In 1671 werd Nieuwe Dorp gesticht als nieuwe nederzetting op het eiland. Deze nieuwe kavels werden voornamelijk bewoond door Nederlanders en Franse Hugenoten. De naam werd later verengelst naar New Dorp.
In 1683 werd New York verdeeld in tien counties; Staten Island met zijn omringende kleinere eilandjes werd Richmond County. Het is genoemd naar Charles Lennox, de eerste hertog van Richmond (1672-1723), een bastaardzoon van koning Karel II van Engeland.

## Wijken
Staten Island bestaat uit de volgende wijken:
- Annadale
- Arden Heights
- Arrochar
- Bulls Head
- Castleton Corners
- Charleston
- Clifton
- Dongan Hills
- Eltingville
- Emerson Hill
- Fort Wadsworth
- Graniteville
- Grasmere
- Great Kills
- Grymes Hill
- Huguenot
- Lighthouse Hill
- Manor Heights
- Mariners Harbor
- Midland Beach
- New Brighton
- New Dorp
- New Springville
- Oakwood
- Port Richmond
- Prince's Bay
- Richmondtown
- Rosebank
- Rossville
- Rudolph Lake
- Shore Acres
- Silver Lake
- South Beach
- St. George
- Stapleton
- Sunnyside
- Todt Hill
- Tompkinsville
- Tottenville
- Travis
- Westerleigh
- West New Brighton
- Willowbrook
- Woodrow

## Bekende inwoners van Staten Island

### Geboren
- Nathaniel Lord Britton (1859-1934), botanicus
- Edward Platt (1916-1974), acteur
- Robert Loggia (1930-2015), acteur en regisseur
- Terry Brunk (1964-2025), professioneel worstelaar
- Rick Schroder (1970), acteur
- Christina Aguilera (1980), zangeres
- Krista Ayne (1982), model en actrice
- Pete Davidson (1993), acteur
- Acraze (1995), dj en muziekproducent
- Joy Sunday (1995), actrice

## Galerij

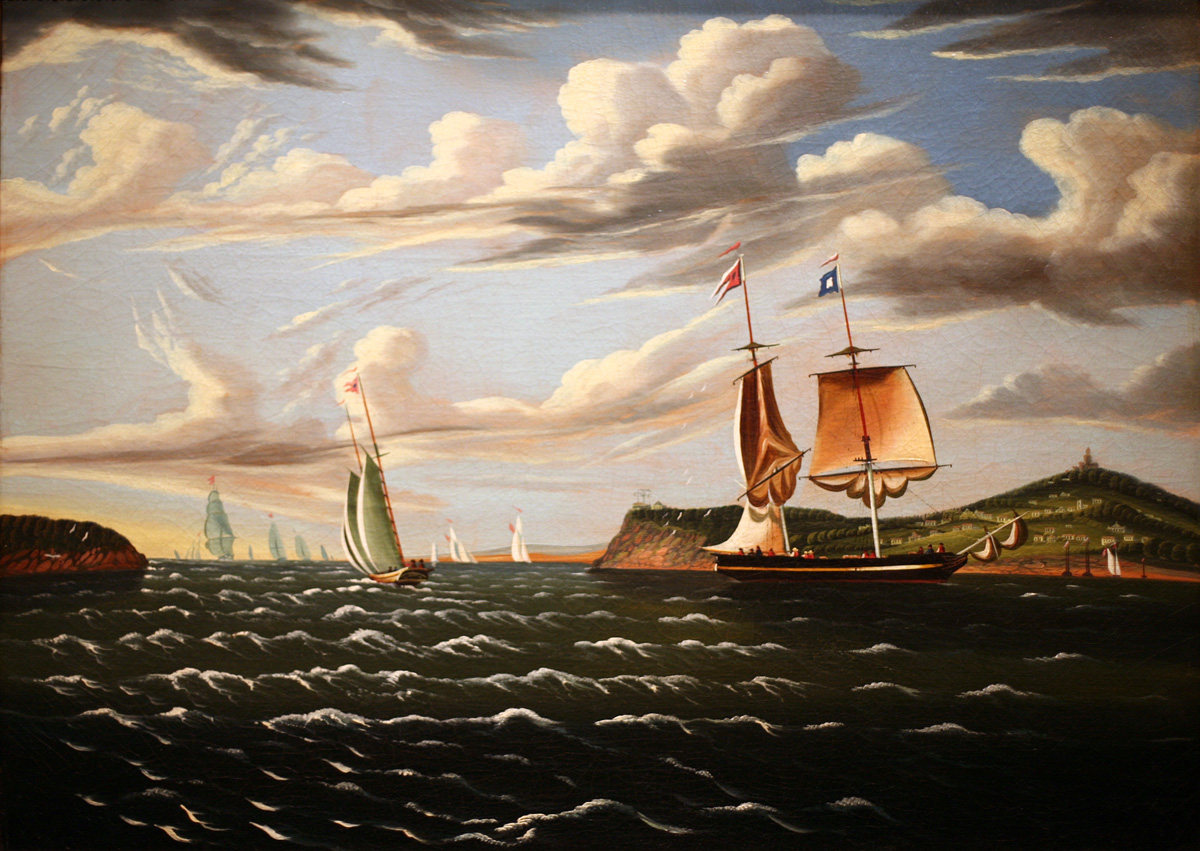
Staten Island and the Narrows (Thomas Chambers, tussen 1833 en 1855)
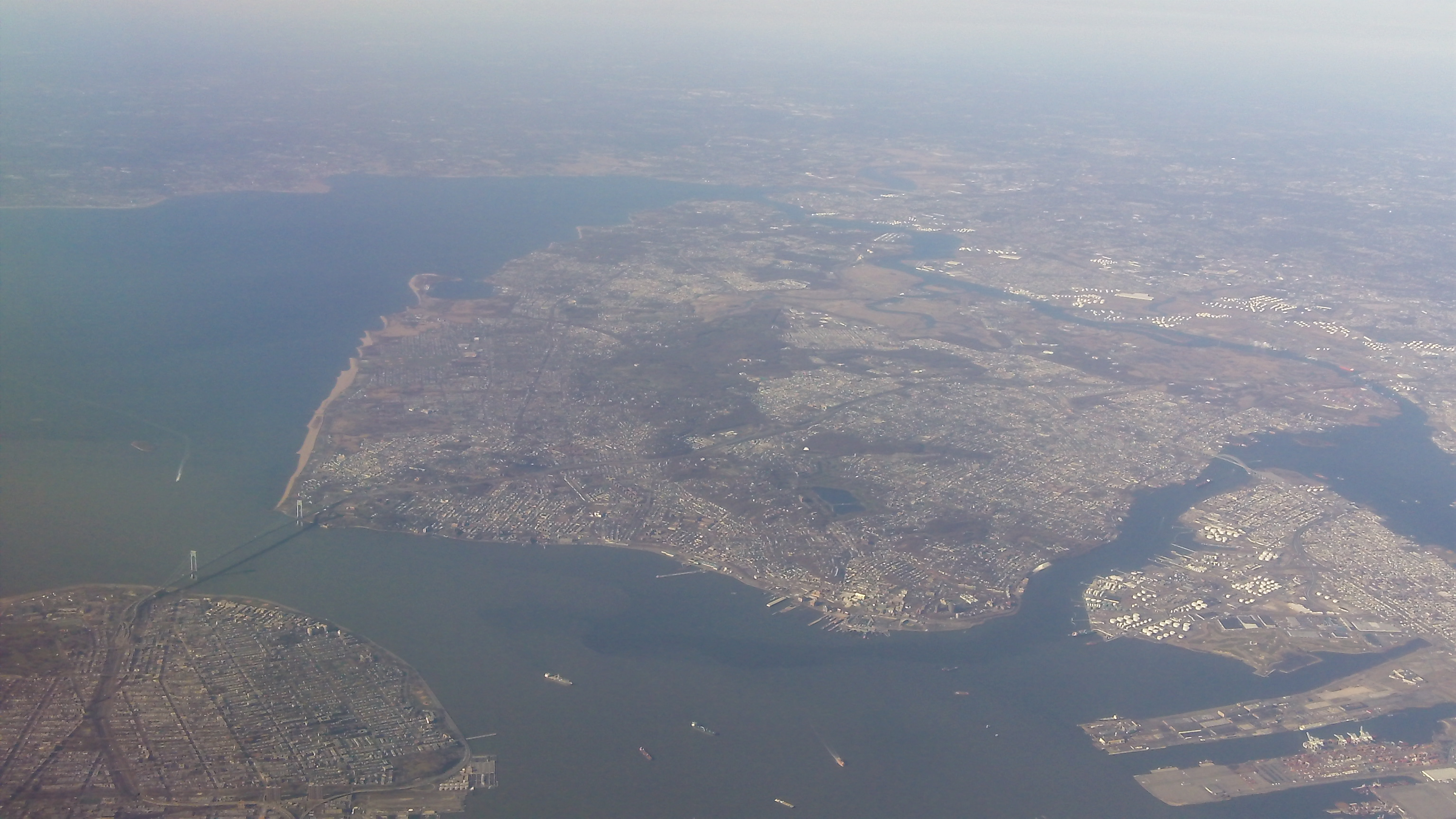
Staten Island met links de Verrazano-Narrows-brug
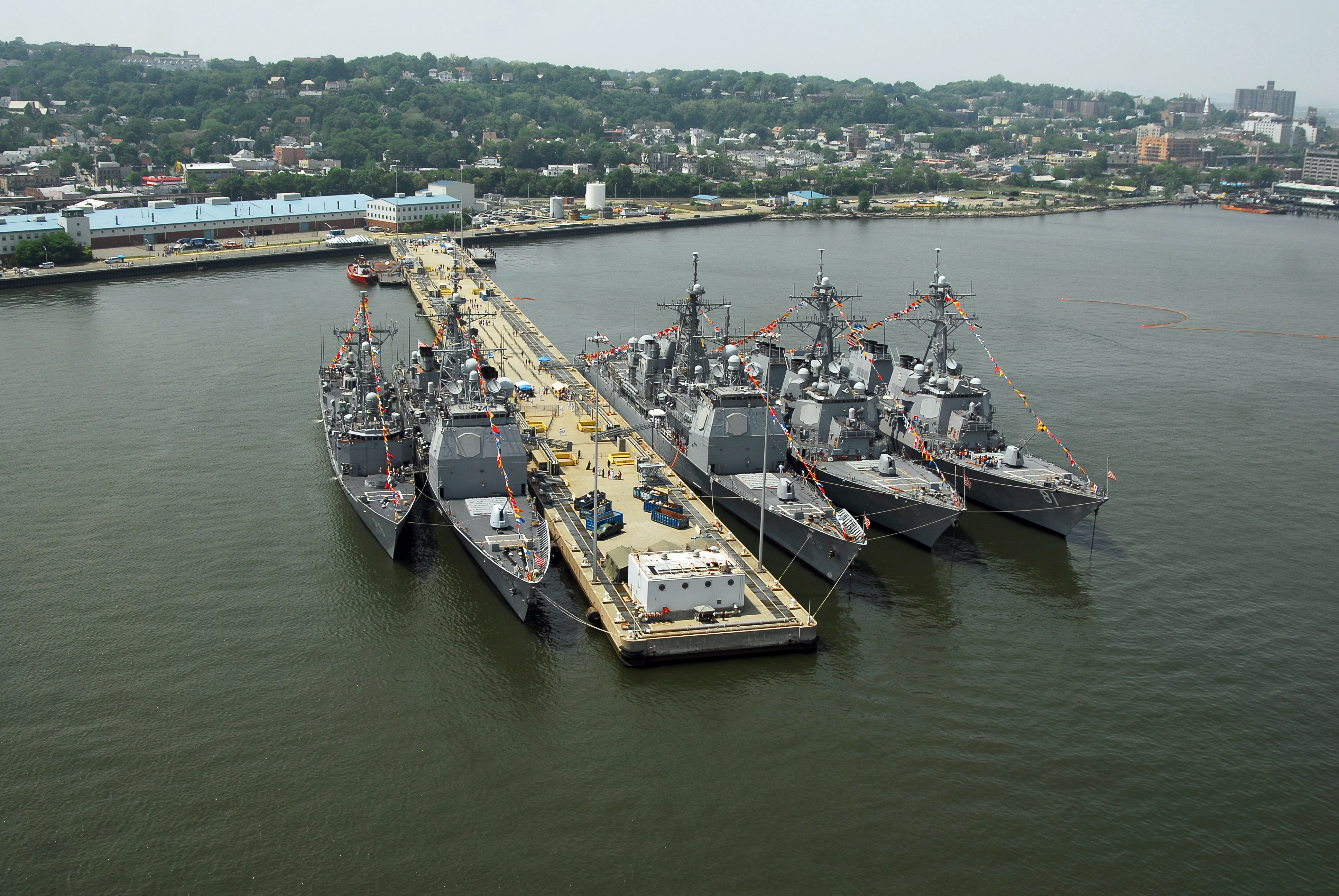
US Navy bij Staten Island (2007)
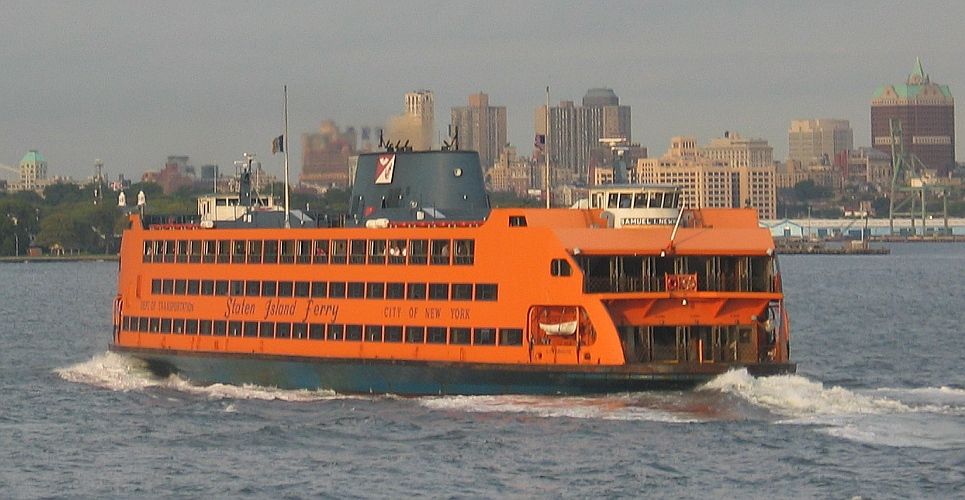
Veerboot tussen Manhattan en Staten Island